# Belonidae
Belonídeos, também chamados de bicudas ou agulhas são peixes pelágicos primeiramente associados com as águas marinhas costeiras ou com as águas superficiais do mar aberto. Algumas espécies vivem tanto em água salobra como água doce (Strongylura), mas alguns géneros são estritamente de água doce, incluindo Belonion, Potamorrhaphis, e Xenentodon.
Os belonídeos têm algumas semelhanças com os gars americanos (família Lepisosteidae) e, na realidade, o nome "garfish" foi originalmente usado para a agulha Belone belone da Europa e só mais tarde foi aplicado às espécies americanas pelos colonos no século XVIII. As agulhas são membros dos Beloniformes e, portanto, mais próximas dos peixes voadores e peixes-agulha.

## Descrição
As agulhas são peixes delgados, cujos tamanhos máximos variam de 3 cm a 95 cm. Têm uma única barbatana dorsal, colocada na parte de trás do dorso, quase em oposição à barbatana anal. A sua característica mais distintiva é o longo e estreito bico com numerosos dentes afiados. Na maioria das espécies, a maxila apenas atinge o tamanho máximo quando o peixe atinge o estado adulto, enquanto os juvenis parecem os meias-agulhas, com uma mandíbula longa e a maxila curta. Durante este estágio do seu ciclo de vida, eles alimentam-se principalmente de plâncton, mudando para outros alimentos maiores assim que o bico se desenvolve.

## Ecologia

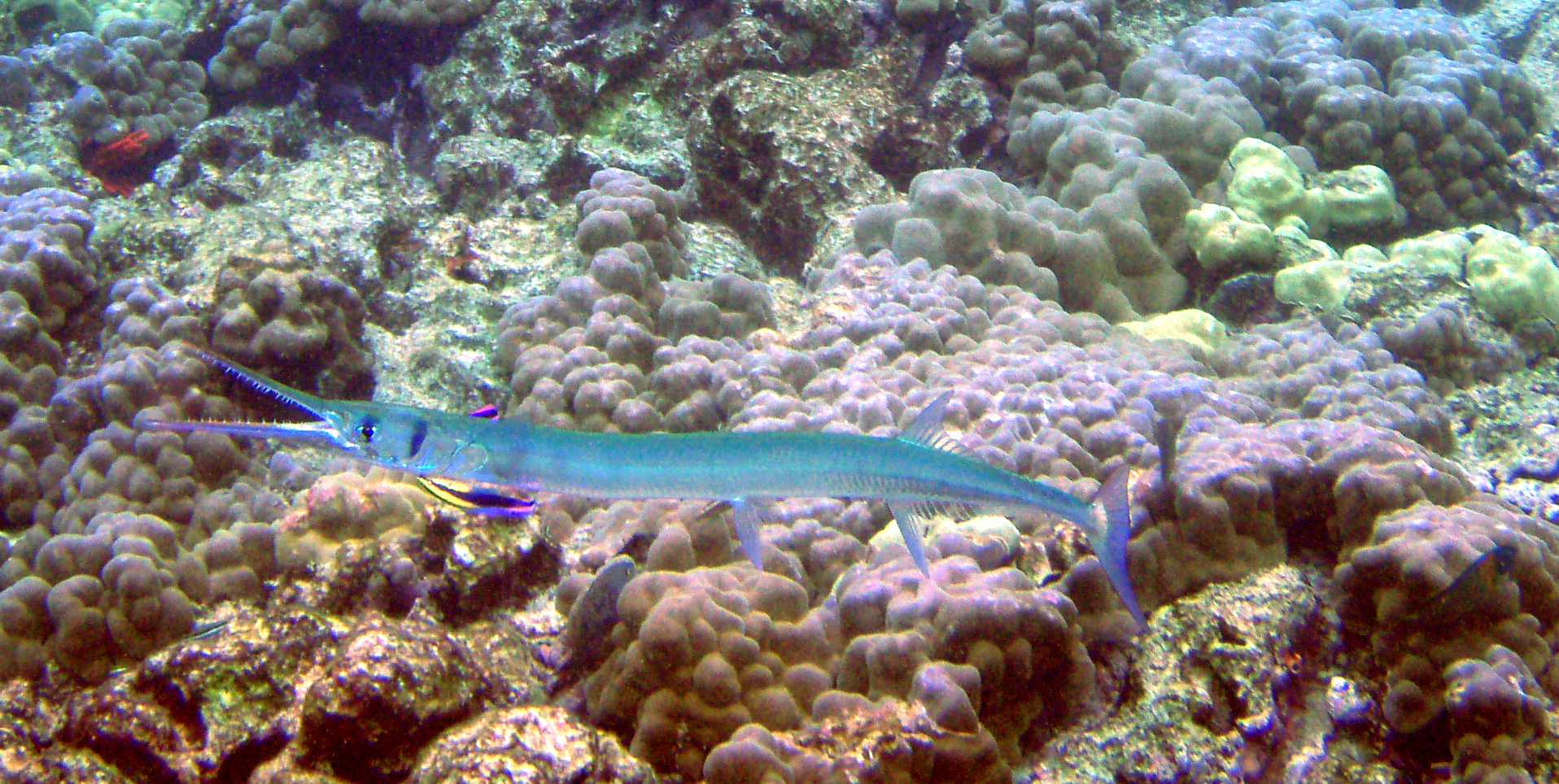
Agulha sendo cuidada por um limpador,Labroides phthirophagus

Todas as bicudas comem primeiramente peixes menores, que capturam com um movimento lateral da cabeça. Algumas espécies também comem plâncton, crustáceos, e pequenos cefalópodes. Espécies dulcícolas são predadoras e as da Ásia alimentam-se exclusivamente de pequenos curstáceos.
As agulhas são mais comuns nos trópicos, mas algumas habitam também águas temperadas, especialmente durante o verão. Belone belone é uma espécie comum no Atlântico Norte que, muitas vezes, nada em cardume junto com cavalas, e atinge cerca de 60 cm de comprimento. É fácil de pescar com um anzol iscado e é considerada boa para comer, apesar de ter espinhas verde-brilhantes.

## No aquário
A espécie Xenentodon cancila do sudeste asiático, de água doce, é utilizada como peixe de aquário. Atinge 30 a 40 cm de comprimento, mas é considerada bastante delicada que exige aquaristas experientes.